# Sobolj
Sobolj (znanstveno ime Martes zibellina) je žival, ki živi na območju Arktike. Jo lovijo zaradi hrane in kožuha.